# Vuelven (película)
Vuelven (en inglés: Tigers Are Not Afraid) es una película mexicana de terror y fantasía, dirigida por Issa López y protagonizada por Paola Lara, Hanssel Casillas, Tenoch Huerta, Nery Arredondo y Juan Ramón López. Fue estrenada el 2 de noviembre de 2017 en México, y el 27 de septiembre en los Estados Unidos. Obtuvo 10 nominaciones en la LX edición de los Premios Ariel, ganando en las categorías de Mejor Revelación Masculina y  Mejor Maquillaje.

## Resumen
Estrella tiene 10 años, y tres deseos: el primero, es que su madre desaparecida vuelva. Y se le cumple; pero está muerta y la sigue a todas partes. Aterrada, Estrella trata de escapar, uniéndose a una banda de niños huérfanos de la violencia. Muy pronto aprende que en realidad, los muertos nunca se dejan atrás, y que cuando se vive en medio de la brutalidad y la violencia, si bien los deseos nunca salen como el corazón quisiera, sólo los guerreros sobreviven.

## Reparto
- Paola Lara como Estrella.
- Juan Ramón López como El Shine.
- Hanssel Casillas como Tucsi.
- Rodrigo Cortes como Pop.
- Ianis Guerrero como Caco.
- Ténoch Huerta como El Chino.
- Benny Emmanuel como Brayan

## Recepción
La película recibió críticas generalmente positivas. Posee un 97% de aprobación en Rotten Tomatoes con base a 37 críticas, con el consenso: Tigers Are Not Afraid se basa en el trauma de la infancia para una historia que combina hábilmente la fantasía mágica y el realismo contundente, y deja un impacto persistente. En IMDb tiene un 7,2 sobre 1027 reseñas.

## Premios y nominaciones
Premios Ariel
| Año  | Categoría                  | Persona                                                                               | Resultado |
| ---- | -------------------------- | ------------------------------------------------------------------------------------- | --------- |
| 2018 | Mejor maquillaje           | Adam Zoller                                                                           | Ganador   |
| 2018 | Mejor revelación masculina | Juan Ramón López                                                                      | Ganador   |
| 2018 | Mejor revelación femenina  | Paola Lara                                                                            | Nominada  |
| 2018 | Mejor dirección            | Issa López                                                                            | Nominada  |
| 2018 | Mejor actor de cuadro      | Tenoch Huerta                                                                         | Nominado  |
| 2018 | Mejor guion original       | Issa López                                                                            | Nominada  |
| 2018 | Mejor montaje              | Joaquim Marti                                                                         | Nominado  |
| 2018 | Mejor sonido               | Emilio Cortés, Martín Hernández, Alejandro Quevedo, Jaime Baksht, Michelle Couttolenc | Nominados |
| 2018 | Mejor diseño de arte       | Ana Solares                                                                           | Nominada  |
| 2018 | Mejores efectos especiales | Alejandro Vázquez                                                                     | Nominado  |